# 北畠師重
北畠 師重（きたばたけ もろしげ）は、鎌倉時代後期の公卿。権大納言北畠師親の子で、母は法勝寺執行宗顕法印の女である。北畠親房の父。北畠家は代々大覚寺統への忠誠に篤く、師重も後宇多院の側近として仕えた。

## 経歴
文永8年（1271年）1月正親町院の当年御給により、2歳で叙爵される。以後、石見守･左近衛中将を経て、正応4年（1291年）3月後宇多上皇の当年御給により、従三位に叙されて公卿となった。同5年（1292年）12月右衛門督、同6年（1293年）1月正三位に叙任され、永仁2年（1294年）12月参議、同3年（1295年）12月権中納言へと累進する。同4年（1296年）には左衛門督・検非違使別当を兼任したが、間もなくこれらを辞し、同6年（1298年）1月従二位、同7年（1299年）1月正二位に昇叙される。乾元元年（1302年）11月中納言へ転正し、嘉元元年（1303年）8月権大納言に任じられた。
嘉元3年（1305年）9月亀山法皇の崩御に際しては素服を賜ったが、除服後の12月には権大納言を辞して、長男親房を権左中弁に申任し、直後に本座を聴許される。徳治2年（1307年）7月後宇多上皇の落飾に殉じて出家し、法名を経覚（一説に深覚）という。以来、遁世隠居の身で過ごすこと15年、元亨2年（1322年）1月13日薨去した。享年53。
歌人としては、『新後撰和歌集』の2首、『玉葉和歌集』の1首、『続千載和歌集』の4首、計7首入集する。

## 系譜
- 父：北畠師親（1244-1315）
- 母：宗顕法印女

- 室：五辻忠継女
  - 男子：冷泉持房（1295-?）

- 室：藤原隆重女
  - 男子：北畠親房（1293-1354） - 北畠師親養子

- 生母不詳
  - 男子：北畠通房
  - 男子：実助（1294-1353） - 醍醐寺
  - 男子：親家 - 醍醐寺
  - 男子：源助
  - 女子：大納言典侍 - 後醍醐天皇更衣、のち洞院公泰室
  - 女子：北畠重子 - 邦良親王妃
  - 女子 - 護良親王妾、興良親王母